# Xian de Dinggyê
Le xian de Dinggyê (定结县 ; pinyin : Dìngjié Xiàn) est un district administratif de la région autonome du Tibet en Chine. Il est placé sous la juridiction de la préfecture de Xigazê.

## Démographie
La population du district était de 17 836 habitants en 1999.